# Corberon
 Corberon ist eine französische Gemeinde mit 429 Einwohnern (Stand 1. Januar 2022) im Département Côte-d’Or in der Region Bourgogne-Franche-Comté; sie gehört zum Arrondissement Beaune und zum Kanton Ladoix-Serrigny.

## Lage
Das Gemeindegebiet wird vom Fluss Meuzin und seinem Nebenfluss Sereine durchquert. Nachbargemeinden von Corberon sind Villy-le-Moutier im Norden, Montmain im Nordosten, Labergement-lès-Seurre im Osten, Corgengoux im Süden und Marigny-lès-Reullée im Westen.

## Bevölkerungsentwicklung
| Jahr                       | 1962 | 1968 | 1975 | 1982 | 1990 | 1999 | 2008 | 2016 |
| Einwohner                  | 238  | 264  | 218  | 251  | 283  | 353  | 422  | 448  |
| Quellen: Cassini und INSEE |      |      |      |      |      |      |      |      |

## Persönlichkeiten
Der deutsche Maler, Ausstellungskurator und Hochschullehrer Günter Umberg (* 1942) und die Malerin Elisabeth Vary (* 1940), seine Ehefrau, haben hier ihren zweiten Wohnsitz.